# イズボルスク
イズボルスク（ロシア語: Изборск）はロシア・プスコフ州ペチョルィ地区の村落（деревня / デレヴニャ）である。ロシアの最も古い街の1つであり、年代記では、スモレンスク、ポロツクと共に、クリヴィチ族居住地の中心的都市として言及されている。
なお、同地区内のノヴィー・イズボルスク（新イズボルスク）に対し、スタルィー・イズボルスク（旧イズボルスク）という通称も用いられている。
スウェーデン、ポーランド、ドイツとの戦争で度々戦場になり、戦死者の魂が宿ると信じられている「スラブの泉」が湧き出ている。2000年3月にここを訪れたプーチン大統領代行(当時)は泉の水を掬って飲み、中世の城砦の修復を指示した。それ以来、ロシアの政府や民族主義者にとって愛国心を高める土地として扱われており、2014年には約30万人の観光客が訪れた。

## 地理
ゴロディシチエ湖に面し、プスコフの西30 kmの地点に位置する。

## 人口
- 2001年 - 703人[5]
- 2002年 - 708人[6]
- 2008年 - 605人
- 2011年 - 789人